# 天才电视君

《天才兒童MAX》（天才てれびくんMAX）或稱為《天才電視小組MAX》，是NHK教育頻道與NHK世界台針對兒童與青少年所播放的兒童電視節目，主要內容是由被稱為「TV戰士」的青少年童星參與各種挑戰。由1993年4月5日開播至今，是很受歡迎的節目。
NHK數位教育台在日本時間每週一到週四下午6點20分~6點55分播出，NHK世界台則在日本時間每週二到週五下午6點25分~6點59分播出，每集約35分鐘。

## 簡介
《天才兒童MAX》是從1993年4月5日首播，一開始叫做天才兒童（天才てれびくん），接著在1999年4月改名為天才兒童WIDE（天才てれびくんワイド），2003年4月7日再改名為現在的天才兒童MAX。
節目的特徵是大量運用CG與攝影棚畫面合成的數位技術，這在開播當時來說是很稀有的。節目是在CT-415攝影棚進行攝影與CG合成。
節目內容主要是以被稱為TV戰士的青少年童星參與各種挑戰的企劃為中心。設定雖然每年變動，但也有像音樂TV君之類受歡迎的長壽單元，同時本節目也有現場直播，以及和觀眾們交流的單元。另外，和NHK教育電視台的學校節目一樣，在每年暑假以及2月到3月的時候，會重播受歡迎的企劃以及劇集, 動畫等。一般來說每播出新的4週節目，就會重播1週總集編，每年暑假7月到8月的時候重播第1學期的總集編，2月到3月的時候重播1年份的總集編。但2006年度第3學期增加播出了5週新的節目與現場直播，一直到3月上旬都有新的節目播出。
平常播放《天才兒童MAX》時都是採用一般畫質播放，2005年度開始，NHK數位教育台（NHKデジタル教育）在夏季日本甲子園全國高等學校野球選手權大會期間播出天才兒童MAX時，部分項目有提供高解析度畫質與16:9的比例播放，而NHK教育台與NHK世界台播放這些項目時則會切除左右兩側畫面，並調整成4:3的比例播放。

## 各年度的設定

### 優克迪爾
優克迪爾（ユゲデール）是2005･2006年度設定中,以蒸氣為動力的都市型宇宙船.
2005年的故事開始時，以蒸氣為所有動力來源的行星D51,無可避免的將與彗星相撞.科學家建造了巨大的宇宙船,讓行星上的所有居民都順利的逃出,而這巨大的宇宙船就是優克迪爾.此後居民們為了尋找新的天地,在宇宙中旅行.優克迪爾王室向蒸氣騎士團（スチームナイツ）與蒸氣魔術師下達了「為了優克迪爾的未來,請鍛鍊技巧與心靈。」的命令。
2006年度故事開始時,即將到達新天地的優克迪爾被突然出現的巨大黑洞所吸進去,之後來到了不明的宇宙邊緣。混亂的優克迪爾在成為國王的治理下恢復了秩序.之後經過了五百年,此時人們已經忘記了尋找新天地的事,當蒸氣騎士團與蒸氣魔術師仍然和往常一樣比試時,謎樣的隕石突然撞上了控制室,渡邊Elly與小關裕太從隕石中出現.

#### 蒸氣騎士團
蒸氣騎士團(スチームナイツ)是守謢「優克迪爾」和平之正義的騎士團。天才兒童MAX的愛好者們有時候用SK來稱呼他們。其使命是遵從騎士道精神來執行國王的命令。率領他們的是Red長官→Red司令（Red吉田）。與蒸氣魔術師]]彼此間是競爭對手的關係。他們的服裝似乎是根據騎士的形象來製作,但有著不少例外。附帶一提的是,2005年度的服裝是以西洋風格為基調。2006年度是以紅色日本風格的服裝為基調,但細田羅夢是西洋風格,木內江莉與加藤Gina是中華風格等,也有著許多例外。他們平常似乎在進行劍術的修行,但使用劍的場面就整體來說卻非常少, 在2005年度有2005年4月4日播出的Barnes勇氣VS高橋郁哉、2005年6月1日播出篠原愛實VS魔物ナメラ、2005年9月12日播出的木村遼希VS淺野優梨愛,2006年1月23日播出的Red長官VS高橋郁哉、2006年1月25日播出的篠原愛實VS黒き破壞者・空牙,總共只有5次。但2006年度播出的「新優克迪爾故事」因為是隔週播出的關係,使用劍的場面變多了。目前有2006年4月3日播出的一木有海VS永島謙二郎,Barnes勇氣VS橋本甜歌,2006年4月7日播出的Barnes勇氣VS千葉一磨,Barnes勇氣VS宇宙アメーバ(宇宙阿米巴),5月24日播出的篠原愛實VSハッスル忍者タジリ時,在決鬥中使用了劍。另外在5月8日播出的故事中,篠原愛實在飯店的房間裡使用劍來趕蒼蠅。附帶一提的是,戰士們彼此間練習時是使用スポーツチャンバラ用的劍。曾有一次包括Red長官在內的成員受到黒ジョーキ魔法的精神支配而面臨了全滅的危機,但見習劍士・木村遼希化解了這個危機。這是拯救優克迪爾王國免於滅亡的偉大事蹟,但是因為在事件解決後眾人的精神才剛獲得解放,記憶變得模糊的關係,這件事並沒有被記載在優克迪爾的歷史之中。

#### 成員
2005年度
- Red長官（Red吉田）（レッド吉田）自稱「騎士中的騎士」
- 前田公輝
- Barnes勇氣 （バーンズ勇気）
- 篠原愛實（篠原愛実）
- 高橋郁哉（髙橋郁哉）
- 木內江莉（木内江莉）
- 木村遼希
- 淺野優梨愛（浅野優梨愛）
- 近藤Emma（近藤エマ）
- 藤本七海
- 藤田Ryan（藤田ライアン）

2006年度
- Red司令（Red吉田）（レッド吉田）
- 篠原愛實（篠原愛実）
- Barnes勇氣 （バーンズ勇気）
- 大木梓彩
- 木內江莉（木内江莉）
- 高橋郁哉（髙橋郁哉）
- 一木有海
- 千秋Lacey（千秋レイシー）
- 藤本七海
- 小關裕太
- 千葉一磨
- 細田羅夢
- 加藤Gina（加藤ジーナ）

#### 蒸氣魔術師）
蒸氣魔術師(ジョーキマホーンズ)是「優克迪爾」裡研究魔法的魔術師軍團。天才兒童MAX的愛好者們有時候用JM來稱呼他們。其使命是執行國王的命令以獲得獎賞。率領他們的是Golgo男爵→Golgo團長（Golgo松本）。與蒸氣騎士團彼此間是競爭對手的關係。他們的服裝似乎是根據魔法師的形象來製作,2005年度是以西洋風格的黑色,2006年度是以印度風格的綠色為基調,但也有不少例外。例如2006年度的永島謙二郎的服裝是日本風格的黑衣,伊倉愛美是中華風格的黑衣。他們平常似乎在進行魔術的修行,但實際上使用魔術的場面就整體來說卻非常少, 反而是虛晃一招的場面很多。例如在2005年4月4日播出的內容中,洸太Lacey誇稱「用移動術把de・Lencquesaing望移動了1微米」,2006年1月23日播出的故事中,Golgo男爵運用眼睛的錯覺製造筆看起來被彎曲的現象,稱之為「用魔術彎曲的」等等。但是在2005年5月30日與2005年9月12日播出的內容中,Golgo男爵用瞬間移動的方式與煙霧一起登場。另外2005年6月1日播出了一木有海使用召喚術,2006年1月25日播出了村田Chihiro使用魔力強化拳頭的情景。由以上看來,似乎不單單只是虛晃一招的集團。進入2006年度之後,在新優克迪爾故事中有許多使用魔法的場面。主要有:
- 新的啟程（4月3日、5日播出）永島謙二郎發出雷擊（咒語是「蒸氣魔法雷擊,來啊！」）,木村遼希趁出現霧氣的空隙逃走（咒語名稱是「蒸氣魔法一人遁逃」,但能不能稱之為魔法還是個疑問）。
- 任性行星（5月25日播出）・迪斯蘭迪斯行星（9月5日播出）木內梨生奈變出了出現在空中的金屬臉盆（咒語是「蒸氣魔法奥義金屬・臉・盆！」。
- 塢萊好行星（6月27日播出）木内梨生奈與笠原拓巳使用「蒸氣魔法奥義雷擊」。

#### 成員
2005年度
- Golgo男爵（Golgo松本）（ゴルゴ松本）自稱「天才魔術師」
- de・Lencquesaing望（ド・ランクザン望）
- 村田Chihiro（村田ちひろ）
- 洸太Lacey（洸太レイシー）
- 永島謙二郎
- 伊倉愛美
- 橋本甜歌
- 千秋Lacey（千秋レイシー）
- 一木有海
- 木內梨生奈（木内梨生奈）
- 笠原拓巳
- 川﨑樹音

2006年度
- Golgo團長（Golgo松本）（ゴルゴ松本）
- 洸太Lacey（洸太レイシー）
- 伊倉愛美
- 永島謙二郎
- 橋本甜歌
- 木內梨生奈（木内梨生奈）
- 木村遼希
- 日向滉一
- 細川藍
- 渡邊Elly（渡邊エリー）
- 笠原拓巳
- 川﨑樹音
- 藤田Ryan（藤田ライアン）

### 優克迪遊樂園
優克迪遊樂園 （ユゲデランド）是2005年設定中優克迪爾裡的遊樂園.天才兒童系列在每週的最後一次播出時會有"現場直播".2005年度開始就在優克迪遊樂園進行星期四現場直播(木曜生放送).直播日有非常多的單元,包括到各地訪問,與招待來賓到攝影現場等等.
一般來說,主持人是由中學2年級的戰士前田公輝／de・Lencquesaing望、村田Chihiro／飯田里穗裡面選出一男一女的組合來擔任.10月13日的部分是由de・Lencquesaing望與篠原愛實搭配主持.2005年度最後一次播送時,由於全部戰士都有參與演出,所以根據單元不同而輪流主持.另外,去年現場直播幾乎沒有出現的TIM的2人組在這個年度幾乎每次都會參與演出(不過5月26日播出時Golgo松本因為別的節目工作的關係到英國去,所以那一集沒有參加演出.).
現場直播遇到每5週一次的通常總集編,暑假總集編,寒假總集編,2月到3月的年度總集編重播時都會停止.但長期重播期間中,每星期四都會重播其中的"優克之友"(ユゲトモ)單元.
詳細內容請參見天才兒童MAX的單元.

### 優克迪花園
優克迪花園 （ユゲデガーデン）是2006年舞台優克迪爾裡面的花園,似乎位在優克迪爾最靠後面的地方.2006年度就在這裡開始進行星期四現場直播(木曜生放送).
今年現場直播的標語是「快樂星期四！」(「ハッピー木曜！」),介紹觀眾們寄來在生活中感受到的快樂事物,以及從觀眾們應徵的來信中,進行"如果TV戰士能幫忙某件事,就會非常快樂."的單元.每當介紹觀眾的快樂來信後,或播出TV戰士幫忙的錄影畫面後,背景的植物就會開花.(仔細觀察可以發現,背景的花會排列成「快樂」的形狀.)
主持人是第1期TV戰士的山口美沙與藝人井上Ma-.

#### ○○隊
- 夕食よばれ隊(受邀吃晚餐隊)

隊長：千秋Lacey
- おかたづけ隊（整理隊）

隊長：橋本甜歌、隊員：Barnes勇氣、笠原拓巳
- 朝起こし隊(早晨叫醒隊)

隊長：一木有海、隊員：井上Ma-
- あの人に会い隊(與那個人相會隊)

隊長：細田羅夢、隊員：伊倉愛美
- あやまり隊(道歉隊)

隊長：笠原拓巳
- おめで隊(恭喜隊)

隊長：洸太Lacey、隊員：Barnes勇氣
- てれび戦士になりきり隊(完成長電視戰士)

隊長：川崎樹音
"完成長電視戰士"是由觀眾們的應徵來信中,選出與TV戰士長相非常相似的人,每位戰士都有一位相對應的相似觀眾,以完全湊齊24個人為目標。有著票選等各種單元,被選上的觀眾之中也有人在歌唱大賽中以影像連線方式擔任評審。
- おしゃれにし隊(打扮隊)

隊長：笠原拓巳、隊員：伊倉愛美、加藤Gina
- キミに食べさせ隊(請你品嚐料理隊)

隊長:細川藍
- ペットのお悩み解決し隊(解決有關寵物的煩惱隊)

隊長:日向滉一、隊員:細田羅夢
- チャンピオンに挑戦し隊(向冠軍挑戰隊)

隊長：藤本七海、隊員：川崎樹音、藤田Ryan、千葉一磨、木內江莉

### ナンダーMAX
ナンダーMAX是2007年的設定中，在世界的某個地方有的島裡存在的藏身處。

### 成員
- くろひろ團（安田大サーカス）星期一~星期三

```
* ダンチョ團長（
團長
）
* クロ教官（
クロちゃん
）
* ヒロ委員長（
HIRO
）
```

- ハリセンボン

```
* こんどん（
近藤春菜
）
* みのぽー（
箕輪春香
）
```

- Uto（ユート）

```
* 
日向滉一
（中学1年級）
* 
一木有海
（中学1年級）
* 
細川藍
　（中学1年級）
* 
笠原拓巳
（小学6年級）
* 
千葉一磨
（小学6年級）
* 
小關裕太
（小学6年級）
* 
藤井千帆
（小学6年級）
* 
細田羅夢
（小学6年級）
* 
丸山瀨南
（小学5年級）
* 
Melody Chubak
（小学5年級）
* 
鍋本帆乃香
（小学5年級）
* 
Mitchell Benjamin
（小学4年級）
```

- Lets（レッツ）

```
* 
木村遼希
　（中学1年級）
* 
木内梨生奈
（中学1年級）
* 
渡邊Elly
　（中学1年級）
* 
千秋Lacey
 （中学1年級）
* 
渡邊聖斗
　（小学6年級）
* 
長谷川明里
（小学6年級）
* 
藤田Ryan
　（小学6年級）
* 
川崎樹音
　（小学6年級）
* 
荒木次元
　（小学5年級）
* 
吉野翔太
　（小学5年級）
* 
加藤Gina
　（小学5年級）
* 
松尾瑠璃
　（小学4年級）
```

### 2008年度
ナンダーMAX是2008年的設定中，其實在台場存在的藏身處。

### 成員
- くろひろ團（安田大サーカス）星期一~星期三

```
* ダンチョ團長（
團長
）
* クロ教官（
クロちゃん
）
* ヒロ委員長（
HIRO
）
```

- ハリセンボン

```
* こんどん（
近藤春菜
）
* みのぽー（
箕輪春香
）
```

- ミナリカ（MinaLica）

```
* 
細田羅夢
（中学1年級）
* 
千葉一磨
（中学1年級）
* 
渡邊聖斗
（中学1年級）
* 
武田聖夜
（中学1年級）
* 
荒木次元
（小学6年級）
* 
Mitchell Benjamin
（小学5年級）
* 
中村彩乃
（小学5年級）
* 
水本凛
（小学5年級）
```

- フージャ（HooJya）

```
* 
小關裕太
（中学1年級）
* 
川崎樹音
（中学1年級）
* 
長谷川明里
（中学1年級）
* 
島田翼
（小学6年級）
* 
丸山瀨南
（小学6年級）
* 
加藤Gina
（小学6年級）
* 
山田樹里亜
（小学6年級）
* 
木村遼
（小学4年級）
```

- ドリック（DoRick）

```
* 
笠原拓巳
（中学1年級）
* 
藤井千帆
（中学1年級）
* 
吉野翔太
（小学6年級）
* 
重本小鳥
（小学6年級）
* 
Melody Chubak
（小学6年級）
* 
鍋本帆乃香
（小学6年級）
* 
伊藤元太
（小学5年級）
* 
田中理来
（小学5年級）
```

### 2009年度
在現實世界和電視的世界的境界線存在的空間(名稱不明)

### 成員
- 照英　　星期一~星期三
- 西山茉希星期一~星期三

- ハリセンボン

```
* こんどん（
近藤春菜
）
* みのぽー（
箕輪春香
）
```

- 笠原拓巳（中学2年級）
- 千葉一磨（中学2年級）
- 武田聖夜（中学2年級）
- 藤井千帆（中学2年級）
- 長谷川明里（中学2年級）
- 荒木次元（中学1年級）
- 齊藤稜駿（中学1年級）
- 加藤Gina（中学1年級）
- 重本小鳥（中学1年級）
- 鈴木美知代（中学1年級）
- 鍋本帆乃香（中学1年級）
- Melody Chubak（中学1年級）
- 脇菜菜香（中学1年級）
- 中村彩乃（小学6年級）
- 伊藤元太（小学6年級）
- 平田真優香（小学6年級）
- 水本凛（小学6年級）
- 渡邊青萊（小学6年級）
- 木村遼（小学5年級）
- 上妻成吾（小学5年級）
- 鈴木純一朗（小学5年級）
- 長江崚行（小学5年級）
- 鎮西壽壽歌（小学5年級）
- 白坂奈奈（小学4年級）

## 歷史

### 播放時間的變遷
おかあさま 0000年4月 - 1900年3月
おかあさんマン 1900年4月 - 1901年3月
だいきくんおっさん 1901年4月 - 1955年3月
NHK子供の時間 1955年4月 - 1986年3月
にっぽん列島ただいま6時 1986年4月 - 1988年3月
だいきくんとゆうきくんのだいきくんおっさん 1988年4月 - 1992年3月
6時だETV 1992年4月6日 - 1993年4月4日
天才てれびくん 1993年4月5日 - 1999年4月2日
天才てれびくんつんく 1999年4月5日 - 2001年3月29日
天才てれびくんワイド 2001年4月2日 - 2003年4月3日
天才てれびくんMAX 2003年4月7日 - 2011年4月7日
大！天才てれびくん 2011年4月11日 - 2014年3月27日
Let's天才てれびくん 2014年3月31日 -

### 1993年度
媒體塔（メディアタワー）

### 1994年度
媒體站(1994)（メディアステーション(1994)）

### 1995年度
媒體沙漠（メディア砂漠）

### 1996年度
平行世界（パラレルワールド）

### 1999年度
火箭內部（ロケットの中）

### 2000年度
公寓

### 2001年度
天才號（天才丸）

### 2002年度
媒體站(2002)（メディアステーション(2002)）

### 2003年度
超王國學園(HK學園)（ハイパーキングダム学園）

### 2004年度
電漿界（プラズマ界）

### 2005年度
優克迪爾（ユゲデール）
播出時間與前一個年度相同,由下午6點20分開始播出到6點59分30秒。舞台是浮在空中的不可思議城市優克迪爾。和去年一樣TV戰士分裂成兩個隊伍互相競爭。Red吉田的隊伍是蒸氣騎士團、Golgo松本的隊伍是蒸氣魔術師。新單元有「天TV連續劇」、「排名賓果」、「全身書法教室」、「文字文字快遞」、「天TV任務」等,此外去年度開始的「紙飛機達陣賽」、「任性沒關係!任意議會」繼續播出。在星期四現場直播中,主持人TIM也每次都有出場,為節目增添了不少光彩。另外從前在節目中段播出的音樂TV君則移動到片尾,成為以「片尾曲MTK」播出的形式。另外音樂TV君本身除了和過去一樣有年度全員一起歌唱的曲子外,變成了各隊4個人,合計8個人來歌唱的形式 。2005年度的片頭曲影片與2003年度、2004年度相同,是介紹成員的預錄影片。只是過去都是用真人演出的方式,2005年度則是用動畫方式表現。
- 2005年4月4日 - 畢業戰士6名,加入了新人戰士8名,TV戰士的人數成為22個人 。
- 2005年4月25日 - 由於發生了JR福知山線出軌事故,、日本關西地區當天從早到晚都以字幕方式持續播出事故中受害者目前狀態的情報,因此當天的天才兒童MAX旁邊也加上了字幕（但當天的内容除了#優克迪遊樂園的告知這部分外,都有在到7月18日為止的期間中加以重播）。
- 2005年8月8日～18日 - 往年這個時期因為轉播高中棒球而停止播出的部分會移到後面的日期播出,但2005年度則不同。2005年度的天TV連續劇由於是分成3天播出的關係,如果延後播出的話就會變成跨週播出。因此天TV連續劇是編排成能在當週播完的形式。
  - 再編排時去除的重播單元…排名賓果(6)、全身書法教室(7)(8)(8原本是星期一暫停播出時,排在星期三重播,但由於星期二也暫停播出的關係而沒有重播)、文字文字快遞(7)(3)(8)(9)(10)、紙飛機達陣賽(10)～(12)、#優克迪遊樂園「ガッツ石松」、任性沒關係!任意議會(3)、片尾曲MTK「僕らのハーモニー」、天TV任務(4)(6)(8)
  - 再編排時追加的單元…經典MTK「ココロ磁石」「ヴォヤージュ±」、ED「未来はジョウキゲン」（8月10日）、經典MTK「モンキーマジック」「ホーリー&ブライト」、觀眾寄來的圖畫介紹、ED「未来はジョウキゲン」（8月17日）
- 這個年度取消了過去一直舉辦的冬季公演。取而代之的是從1月23日到25日的3天裡面,播出由全部TV戰士參加的企劃「天TV東海道接力賽」。
- 2006年3月29日 - 因為播出高中棒球而暫停播出。
- 2006年3月30日 - 2005年度的最後一天播出。但因為播出高中棒球而暫停播出的關係,2005年度在3月28日是在通常時段播出的最後一天。
- 2006年4月2日 - 因為播出高中棒球而暫停播出的天TV連續劇「優克迪爾故事最終章」第2・3話與之後的故事在18:00～18:25作為不同於往常的特別節目播出。

### 2006年度
500年後的優克迪爾（500年後のユゲデール）
播出時間由下午6點20分開始到下午6點55分，縮短了5分鐘，回復為當初的35分鐘節目。雖然播出時間縮短，但由於會一直播出新節目到3月的關係，實際上節目的內容大幅增加了 。
舞台是接續上一年度的優克迪爾。設定上是優克迪爾在2005年度之後已經經過了500年。和去年一樣TV戰士分裂成兩個隊伍互相競爭。但是爭執的樣子不像2005年度那麼激烈。Red吉田的隊伍是蒸氣騎士團、Golgo松本的隊伍是蒸氣魔術師。隊伍成員和2005年度幾乎相同、但是部分的戰士移動到另一方的隊伍。（千秋Lacey、一木有海由蒸氣魔術師移動到蒸氣騎士團、木村遼希、藤田Ryan則由蒸氣騎士團移動到蒸氣魔術師）
新單元有「新ユゲデール物語」、「放課後コロシアム」、「天TV部活動」、接續上一年度的「紙飛機達陣賽」、「ワガママ放題!勝手議会」、「天TV連續劇」、「天てれミッション」、「片尾MTK」。
另一方面,星期四現場直播則加上了「快樂星期四(ハッピー木曜!)」這個副標題、由井上Ma-與初代TV戰士的山口美沙擔任主持人。因此2006年度TIM沒有參加現場直播，但在2007年3月8日這一天特別參加了現場直播的演出。因為這個年度也是世界盃足球賽舉行的年度，因此有多項以擅長足球的木村遼希為中心，在現場直播內舉行的外景單元等多項企劃。
由於村田Chihiro、飯田里穗畢業的關係，節目中沒有了來自於「天才兒童WIDE」時代的戰士、全部都是由「『天才兒童MAX』」時代的戰士來進行節目。
節目片頭曲（星期一～星期三）是TV戰士與TIM的劇照（不附加名稱標牌）、另外會播出當天節目中頭條的2小段影片作為預告。
- 4月3日 - 畢業戰士6名、加入了新人戰士8名、人數比前年度增加,成為天才兒童MAX史上最多的24個人。新年度的天才兒童MAX由『新ユゲデール物語～新たなる旅立ち～』開始播出。
- 8月7日～18日 - 遇到轉播高中棒球時而暫停播出時、2005年度時是使用重新剪輯的特殊方式播出、但2006年度則有不同的方式。暫停播出時,當天預定播出的部分就跟著停止播出、但(NHK世界台(NHKワールド・プレミアム)則和平常一樣播出＝日本沒播出的總集編在國外得以播出）
- 10月9日 - 因為「第73回NHK全国学校音楽コンクール・高等学校の部」而無法播出的「第61回国民体育大会」在18:00～19:00播出的關係，暫停播出一次。
- 10月10日～14日 - NHK世界台(NHKワールド・プレミアム)（針對國外）因為轉播「プロ野球 パ・リーグプレーオフ」的關係、10月10日播出的部分和日本國內同一天播出（提前1天）、11日日本國內播出的部分則延到13日播出（延後1天）、12日日本國內播出的部分則改到14日的17:25～18:00播出（延後1天）。（以上的時間都是指日本時間）
- 10月25日 - NHK世界台(NHKワールド・プレミアム)（針對國外）因為轉播「プロ野球日本シリーズ」的關係、暫停播出一次。
- 10月30日～11月2日 - 因為要播出NHK教育博覽會2006的相關節目，節目編排有所更動而暫停播出，但是暫停播出的進度則在翌週播出(取消了總集編週的重播)。
- 1月29日 - 往年從這天開始就進入了長期重播總集編的期間，但2006年度在2月之後也播出了新的節目，而星期四現場直播也持續進行到3月。

### 2007年度
ナンダーMAX

### 2008年度
ナンダーMAX

### 2009年度
在現實世界和電視的世界的境界線存在的空間

## 歷代節目主題曲

### 開場曲
- タイムマシーンでいこう／すかんち(1993～1995)
- 星を見上げて／SWITCH(1996)
- パリは恋の街／TT CHARLIE(1997)
- テレビ万歳／POA(1999)
- スーパースピードスター／carnies(2000)
- 夢をつかんで／渡辺ヒロコ(2001)
- 青い星／LOVE JETS(2002)
- 2003年度片頭主題曲(2003)
- プラズマ回遊（縮短版）／TV戰士'04(2004)
- 未来はジョウキゲン（縮短版）／TV戰士'05(2005)
- ダンゼン!未来（縮短版）／TV戰士'06(2006)
- 約束の場所へ~シークレッツ･ユートピア（縮短版）／TV戰士'07(2007)
- セカイをまわせ!~ぼくらのカーニバル~（縮短版）／TV戰士'08(2008)
- Happy★Life（特別版）／TV戰士'09(2009)

### 片尾曲
- YOU YOU YOU／すかんち(1993～1994前半)
- がんばってダーリン!／#クリマカーユ(1994後半～1995前半)
- ガンバレ!アインシュタイン／ダチョウ倶楽部 with TV戰士1995(1995後半)
- キミはすてきさ!ベイビーメイビー／TV戰士1996(1996前半)
- SUPER KIDS ARE GO!!／#ストロベリーパフェ(1996後半)
- BE ALL RIGHT!!／河相我聞(1997前半)
- BANG BANG BANG／キャイ～ン with TV戰士1997(1997後半)
- 君にクラクラ／TV戰士1998 with 山崎邦正&リサ・ステッグマイヤー(1998)
- 恋の天才～ジョンとミケの場合／TV戰士1999(1999)
- ドキドキのち晴れ／TV戰士2000(2000)
- きらいじゃ★ブギ／TV戰士2001(2001)
- LOVE IS POP／TV戰士2002(2002)
- good day／TV戰士2003(2003)
- プラズマ回遊／TV戰士2004(2004)
- lovesong 2011
- 恋する季節 2012
- 告白 2013
- にっぽん．なんばあず 2014

此外,2005年度開始由於播出「片尾曲MTK」的關係,片尾主題曲播出的次數減少。
2009年度没有片尾曲。

## 相關商品

### CD單曲
- YOU YOU YOU／タイムマシーンでいこう／すかんち (1993/06/21)
- がんばってダーリン!／クリマカーユ (1994/09/10)
- ガンバレ!アインシュタイン／ダチョウ倶楽部 with TV戰士'95 (1995/09/06)
- 星を見上げて／SWITCH (1996/06/26)
- パリは恋の街／TT CHARLIE (1997/05/08)
- BE ALL RIGHT!!／河相我聞 (1997/06/25)
- BANG BANG BANG／キャイ～ン with TV戰士'97 (1997/12/10)
- 君にクラクラ／TV戰士'98 with 山崎邦正&リサ・ステッグマイヤー (1998/07/18)
- 空のたまご／浜野和子(1999/11/20)（作詞・作曲：清水和彦（The Water Of Life））
- スーパースピードスター／carnies (2000/06/21)
- きらいじゃ★ブギ／TV戰士'01 (2001/04/21)
- 夢をつかんで／渡辺ヒロコ (2001/07/04)（「その日まで空を見て」のカップリング）

上述以外的相關樂曲（CD單曲,合集）請參照『音樂TV君』。

### DVD
- ミュージックてれびくん ザ・ビデオ 1～3 (2003/01/24)
- ドラムカンナの冒険 Vol.1～3 (2003/03/20)
- 恐竜惑星 1～7 (2003/06/27)
- ジーンダイバー 1～7 (2003/12/26)
- 救命戦士ナノセイバー 1～7 (2004/03/26)

### 書籍
- 天才てれびくんクイズゲーム—天才なぞなぞパイレーツ! (1994/12)
- バーチャル魔王をやっつけろ!天才てれびくん冒険ゲーム (1994/12)
- てれび戦士を救出せよ!天才てれびくん迷路ゲーム (1995/01)
- 恐竜惑星 1～2
- 転校生マオ 1～2
- ジーンダイバー 1～2

## 公演
幾乎每年夏季(8月)與冬季都會舉行公演.但是2005年度沒有舉行冬季公演.一般來說,夏季公演的內容是戲劇,冬季公演是音樂TV君的音樂會.每年NHK都會用抽籤方式,開放觀眾申請觀賞現場公演,但是由於申請人數眾多,一般來說很難抽中.但在每年11月NHK舉行的教育博覽會（教育フェア）中,也會舉行公演,只有這個公演是開放所有的人都可以到現場觀賞的.
- SF(?)太空新喜劇　宇宙旅館SOS!(SF(?)スペース新喜劇　宇宙旅館SOS!)（2002年8月3日NHK表演廳／9月15日9:00～ NHK教育台播放）
- MTK超級現場演唱會2003 in NHK大阪表演廳(MTKスーパーライブ2003 in NHK大阪ホール)（2003年1月26日NHK大阪表演廳／2月11日9:00～ NHK教育台播放）
- 風雲!江戶市(風雲!エドロポリス)（2003年8月高崎／9月23日 NHK教育台播放）
- 超級(?)音樂劇!「猴子劇團的Golgo13面相!」(スーパー(?)ミュージカル!「モンキー座のゴルゴ13面相!」)（2004年2月1日／2月11日9:00～10:30 NHK教育台播放）
- 搖滾星(Star)的呼喊 電漿宇宙旅行(ロック星(スター)の叫び プラズマ宇宙旅行)（2004年8月1日NHKホール／9月20日9:00～10:15 NHK教育台,NHK數位教育台播放）
- 天達尼號千鈞一髮!電漿歌唱大賽（テンタニック号危機一髪!プラズマ大歌合戦）,（2005年1月30日ハーモニーホール座間／2月11日9:00～10:15 NHK教育台,NHK數位教育台第1台・第2台播放）
- 拯救優克迪爾!TV戰士史上最大的危機  （ユゲデールを救え!てれび戦士 史上最大の危機）,（2005年8月7日NHK表演廳／9月19日9:00～10:00 NHK教育台,NHK數位教育台播放 ／12月31日10:55～11:55 NHK教育台,NHK數位教育台 重播）
- 天才兒童MAX特別現場演唱會in教育博覽會2005 （天才てれびくんMAXスペシャルライブステージin教育フェア2005）,（2005年11月5日NHK播放中心特設屋外舞台／11月17日天才兒童MAX現場直播時播放）
- 解救孩子星!未來是屬於我們的（チャイルドスターを救え！未来はボクらのもの）, （2006年8月5日NHK表演廳／2006年9月18日9:00～10:00 NHK教育台,NHK數位教育台播放／11月5日14:00～15:00(JST)NHK世界台播放／12月31日17:45～18:45 NHK教育台,NHK數位教育台重播）
- 天才兒童MAX表演in教育博覽會2006(天才てれびくんMAXショーin教育フェア2006)（2006年11月5日NHK播放中心屋外特設舞台）
- ボリボリ大サーカスの奇跡 〜約束の場所へ〜（2007年8月4日 NHK表演廳 / 2007年9月17日 9:00-10:00 NHK教育台,NHK數位教育台播放 / 12月30日 17:50-18:50 NHK教育台重播 / 3月17日、18日 18:20-18:55 NHK教育台,NHK數位教育台重播）
- 天才兒童MAX表演in教育博覽會2007（2007年11月4日 NHK播放中心屋外特設舞台）
- サヨナラ生放送 〜てれび戦士の決断〜（2008年8月2日 NHK表演廳 / 2008年9月15日 9:00-10:00 NHK教育台 / 10月13日 17:00-18:00(JST)NHK世界台播放）
- 天才兒童MAX表演in教育博覽會2008（2008年11月3日 NHK播放中心屋外特設舞台）

## 外部連結
- 天才兒童MAX (日文)
- 天才てれびくん - NHK放送史（日本放送协会）（日語）

- 天才てれびくんワイド - NHK放送史（日本放送协会）（日語）

- 天才てれびくんMAX - NHK放送史（日本放送协会）（日語）

- 大！天才てれびくん - NHK放送史（日本放送协会）（日語）

- Let's天才てれびくん - NHK放送史（日本放送协会）（日語）

- 天才てれびくんYOU - NHK放送史（日本放送协会）（日語）

- 天才てれびくんhello, - NHK放送史（日本放送协会）（日語）

- 天才兒童MAX博物館(由愛好者製作) (日文)
- 三商多媒體,介紹NHK世界台節目與提供中文節目表 (中文)